# Sydney Football Stadium (1988)
Dit artikel moet niet worden verward met het nieuwe stadion, Sydney Football Stadium (2022).
Het Sydney Football Stadium was een multifunctioneel stadion in Sydney, een stad in Australië. Vanwege de sponsor heette dit stadion bij de sluiting Allianz Stadium en daarvoor stond het tevens bekend als Aussie Stadium. Het lag naast de Sydney Cricket Ground.
Het stadion werd vooral gebruikt voor rugbywedstrijden, de clubs Sydney Roosters en New South Wales Waratahs maakten gebruik van dit stadion. Het werd tevens gebruikt voor voetbalwedstrijden. In 1993 was dit een van de stadions op het wereldkampioenschap voetbal onder 20 van 1993. Er werden vier groepswedstrijden en een aantal wedstrijden in knock-outfase, waaronder de finale tussen Brazilië en Ghana (1–2). Het werd daarna ook gebruikt op het voetbaltoernooi van de Olympische Zomerspelen van 2000.
Het stadion werd geopend in 1988. Bij de bouw van het stadion waren architecten Philip Cox, Richardson en Taylor betrokken. In het stadion was plaats voor 45.500 toeschouwers. Dit aantal was eerst 42.000. Bij de renovatie in 2006 werd dit aantal verhoogd. De meeste van deze plekken waren zitplekken. In het stadion ligt een grasveld van 140 bij 79 meter.
Het stadion werd gesloten in 2018 en afgebroken in 2019. Op de plaats van dit stadion kwam een nieuw stadion.